# Javier Justiz
Javier Justiz Ferrer (Santiago de Cuba, 18 de septiembre de 1992) es un exbaloncestista cubano. Con 2,10 metros de altura, jugaba en la posición de pívot.

## Carrera

### Amateur
Santiago de Cuba
Jugó en el Santiago de Cuba hasta los 12 años y debió dejar por problemas en su casa. Retomó a los 16, pero debió abandonar nuevamente porque no tenía dinero para comprar zapatillas de su talle. Cuando lo consiguió, retomó y disputó tres temporadas en la Liga Superior de Baloncesto de Cuba, en la temporada 2011-2012 disputó 16 partidos promediando 4,4 puntos y 2,2 rebotes por partido. En la temporada 2012 - 2013 jugó 2 partidos promediando 0 tantos por partido. En el 2015, ya como titular, disputó 29 partidos promediando 14,1 puntos, 7,9 rebotes, 1,4 robos y 2 tapones por partido.

### Profesional

#### Bucaneros
En abril de 2015, Bucaneros de La Guaira le dio su primera oportunidad internacional y profesional, ocupando el hueco que dejaba el español Eduardo Hernández-Sonseca. Su entrenador allí, Luis Guil, declaraba que “era una buena opción de futuro, incluso hasta en la NBA”.

#### Estudiantes
En el 2015 se confirma que iba a llegar al baloncesto argentino firmando el 16 de octubre de dicho año con Estudiantes de Concordia de cara a la Liga Nacional de Básquet 2015-16. Disputó 55 partidos con la camiseta del Verde promediando 10.3 puntos, 5.3 rebotes y 1.4 asistencias en 27.5 minutos por partido, tuvo una lesión en noviembre de 2015 que forzó al equipo a contratar temporalmente a Mychal Lemar Ammons mientras Javier se recuperaba. En su segunda temporada disputó la Liga Nacional de Básquet 2016-17 haciendo una gran campaña con promedios de 13,9 puntos, 8,9 rebotes y 2,1 tapas a lo largo de 56 partidos. Fue premiado como integrante del mejor quinteto de la liga ocupando el rol de pívot.

#### San Lorenzo
El 27 de agosto del 2017 se confirma su llegada al azulgrana de cara a disputar la Liga Nacional de Básquet 2017-18 y la Liga de las Américas 2018. El cubano tenía contrato con Estudiantes de Concordia, no obstante dejó Entre Ríos para sumarse a las filas del bicampeón de la Liga Nacional de Básquet. Justiz ocupó la vacante dejada por Jerome Meyinsse, quien continuó su carrera en Atenas de Córdoba. El 25 de marzo del 2018 se consagró campeón de la Liga de las Américas 2018. El 30 de abril del mismo año al vencer a Hispano Americano se aseguró, restando partidos por disputar, terminar la temporada regular en la primera ubicación de cara a los playoff.

#### Basket Zaragoza 2002
En agosto de 2018 fichó por el Basket Zaragoza 2002 por dos temporadas más otras dos opcionales. Javier Justiz vistió la camiseta del club aragonés en tres temporadas diferentes acumulando 83 partidos oficiales con la elástica rojilla. En Liga Endesa, disputó 69 de esos 83 partidos con medias de 6,1 puntos, 3,4 rebotes, 0,3 asistencias y 0,6 tapones. En la Basketball Champions League, Justiz jugó 14 partidos repartidos en dos temporadas, promediando 8,0 puntos y 5,9 rebotes.
En la temporada 2021/22 no llega a jugar ningún partido debido a sus problemas en la rodilla.
El 9 de junio de 2022, pone fin a su etapa como jugador de baloncesto, tras los problemas físicos de la rodilla.

## Selección nacional
Ha representado al seleccionado cubano en el XXIV Campeonato de baloncesto de Centroamérica y el Caribe, donde promedió 7,7 puntos y 4,5 rebotes en seis partidos jugados, quedando en el cuarto lugar, el Campeonato FIBA Américas de 2015, en dicho torneo disputó 4 partidos promediando 7,5 puntos, 8,2 rebotes y 1 bloqueo por partido en 18,17 minutos por encuentro, la Cuba terminó en la décima posición del mencionado FIBA Américas 2015 y elXXIV Campeonato de baloncesto de Centroamérica y el Caribe donde disputó 5 partidos y promedió 14,4 puntos y 6,8 rebotes en 5 partidos, quedando en la sexta posición. A partir de la convocatoria al Centrobasket 2014, su debut en el equipo nacional, se convirtió en un jugador estable del equipo. Fue convocado para disputar la Clasificación de FIBA Américas para la Copa Mundial de Baloncesto de 2019.

### Participaciones con la selección
- Actualizado hasta el 01 de mayo de 2018.

| Torneo                        | Sede    | Resultado |
| ----------------------------- | ------- | --------- |
| Centrobasket 2014             | México  | Cuarto    |
| FIBA Américas 2015            | México  | Décimo    |
| Centrobasket 2016             | Panama  | Sexto     |
| Clasificación al Mundial 2019 | América | Cuarto    |

## Palmarés

### Campeonatos nacionales
| Título                   | Club        | País      | Año         |
| ------------------------ | ----------- | --------- | ----------- |
| Liga Nacional de Básquet | San Lorenzo | Argentina | 2017 - 2018 |

### Campeonatos internacionales
- Actualizado hasta el 01 de mayo de 2018.

| Título                    | Club        | País      | Año  |
| ------------------------- | ----------- | --------- | ---- |
| Liga de las Américas 2018 | San Lorenzo | Argentina | 2018 |

### Individuales
- Actualizado hasta el 01 de mayo de 2018.

| Título                                        | Club                     | País      | Año         |
| --------------------------------------------- | ------------------------ | --------- | ----------- |
| Mejor quinteto de la Liga Nacional de Básquet | Estudiantes de Concordia | Argentina | LNB 2016-17 |